# 仙履奇缘
《仙履奇缘》（又名《灰姑娘》）是一部由華特迪士尼製作公司於1950年製作並發行的動畫電影，改編自夏爾·佩羅的同名散文童話，為第12部華特迪士尼經典動畫長片。該部電影由威爾斐德·傑克遜、 漢密爾頓·呂斯克和克萊德·傑羅尼米執導。梅克·大衛、 傑里·利文斯頓和阿爾霍夫曼負責創作歌曲，配音陣容包含了艾琳·伍茲、艾莉諾·阿德里、薇娜·費頓、威廉·愛德華·菲利普斯、露西兒·布里斯、榮妲·威廉斯、路易斯·凡·魯頓、吉米·麥克唐納等。
在1940年代初期，由於第二次世界大戰的爆發，華特迪士尼製作公司在失去與歐洲電影市場的聯繫後陷入財務困境。正因為如此，該工作室在經受住了《木偶奇遇记》、《幻想曲》 和《小鹿斑比》等票房炸彈，並在影院和家庭錄影重新發行後獲得成功。然而到了1947年，該工作室負債超過400萬美元，瀕臨破產的華特·迪士尼和他的動畫師在製作了一系列包裝電影后，於1948 年重返長片製作，並根據夏爾·佩羅的《灰姑娘》改編成動畫電影。
在經過兩年的製作，《仙履奇缘》於1950年2月15日上映，（香港則於1951年10月4日上映），並由雷電華電影發行。成為迪士尼工作室自第一部動畫電影《白雪公主》以後再度獲得商業上的劇烈成功，並因而扭轉工作室的命運。《仙履奇缘》隨後獲得了三項奧斯卡獎提名，包括最佳音樂獎以及原創歌曲Bibbidi-Bobbidi-Boo。
《仙履奇缘》已经分别由中录德加拉、博伟在中国大陆、台湾发行。本片电影原声带已经由滚石在台湾发行。其续集《仙履奇緣2：美夢成真》、《仙履奇緣3：時間魔法》及真人版同名電影由迪士尼分別在2002年、2007年及2015年推出。電影中出現的城堡已成為華特迪士尼公司的標誌，灰姑娘城堡的真實建築後於華特迪士尼世界的神奇王國及東京迪士尼樂園興建並成為其地標。
2018年，《仙履奇缘》被國會圖書館選為國家影片登記表保存，因為它具有“文化、歷史或美學意義”。

## 故事內容
灰姑娘仙杜瑞拉是出生於一個貴族家庭的獨生女，可是她的母親於她童年時去世，她的父親認為她需要一位母親的照顧，於是他另娶同是寡婦的崔梅恩夫人（Lady Tremaine）。崔梅恩夫人有兩名為崔西里亞（Drizella）和安泰西亞（Anastasia）的女兒，但女兒們都不喜歡仙杜瑞拉，因為她非常漂亮，所以經常欺負她。當仙杜瑞拉的父親過世後，情況變本加厲，崔梅恩夫人更與兩女兒及寵物貓魯斯佛（Lucifer）站同一陣線，仙杜瑞拉擔任僕人一角，然而她和老鼠及鳥成為好朋友。
在皇宮中，國王一直希望王子能娶個賢淑的好妻子，於是他舉辦了一個舞會。仙杜瑞拉問崔梅恩夫人她是否可以參加舞會，崔梅恩夫人批准，條件是完成所有雜事。這時仙杜瑞拉的老鼠們為她母親的舊裙子進行修飾，不過當她穿上後，由於裙子使用了姊姊們的舊衣物，引來崔梅恩夫人和姊姊們的不滿，因而破壞裙子。仙杜瑞拉十分傷心，跑到花園大哭，這時有一仙女出現，她先安慰仙杜瑞拉，再將一南瓜變成豪華馬車，其他東西如馬車夫則為她的心愛動物所變成。仙女又將仙杜瑞拉的裙子施行魔法，變成美麗的藍色裙子，加上玻璃鞋。離開前，她告訴灰姑娘仙杜瑞拉，魔法會於12時失效。
在舞會舉行時，王子一直找不到心儀對象，直至仙杜瑞拉的出現。崔梅恩夫人見到這美麗女子，但認不出是灰姑娘。王子和仙杜瑞拉兩人一直跳舞，直至12時，之後仙杜瑞拉離開皇宮時留下一只玻璃鞋。
第二天，國王派大公爵去尋找玻璃鞋的主人，表示能穿上的人可嫁給王子。當仙杜瑞拉知道消息後開始唱起歌來，崔梅恩夫人此時發現她就是皇宮神秘的美麗女子，於是把她鎖於閣樓房間。仙杜瑞拉的老鼠們成功搶回鑰匙，但途中被崔梅恩夫人的寵物貓魯斯佛襲擊，鳥兒找來愛犬布魯諾（Bruno）將魯斯佛給趕跑。當仙杜瑞拉從房間出來後，崔梅恩夫人將大公爵的僕人摔倒使得玻璃鞋弄碎，不過不著急的仙杜瑞拉對大公說她還有一只，因此大公爵仍將為她試鞋。
在玻璃鞋合適仙杜瑞拉穿後，沒多久她和王子結婚。

## 配音员
| 配音                                     | 配音              | 配音             | 配音                                                       | 角色                        |
| 英語                                     | 國語              | 國語（早年版本） | 國語（大陆版本）                                           | 角色                        |
| ---------------------------------------- | ----------------- | ---------------- | ---------------------------------------------------------- | --------------------------- |
| 艾琳·伍茲                                | 王華怡 宋文（唱） | 陳惠卿           | 白雪岑                                                     | 仙度瑞拉（Cinderella）      |
| 艾莉諾·阿德里                            | 李映淑            | 陳美貞           | 王博                                                       | 崔梅恩夫人（Lady Tremaine） |
| 薇娜·費頓                                | 崔幗夫            | 馮友薇           |                                                            | 神仙教母（Fairy Godmother） |
| 威廉·愛德華·菲利普斯 邁克·道格拉斯（唱） | 柳超堅            | 官志宏           | 金永钢                                                     | 白馬王子（Prince Charming） |
| 露西兒·布里斯                            | 林芳雪            | 馮友薇           |                                                            | 安泰西亞（Anastasia ）      |
| 榮妲·威廉斯                              | 劉小芸            | 陳美貞           |                                                            | 崔西里亞（Drizella ）       |
| 吉米·麥克唐納                            | 姜先誠            | 于正昇           |                                                            | 傑克（Jaq）                 |
| 吉米·麥克唐納                            | 李英立            | 官志宏           |                                                            | 葛斯（Gus）                 |
| 路易斯·凡·魯頓                           | 佟紹宗            | 官志宏           | 张瑶函                                                     | 國王（King）                |
| 路易斯·凡·魯頓                           | 洪明              | 于正昇           | 姜广涛                                                     | 大公（Grand Duke）          |
| 唐·巴克雷                                | 李勇              | 于正昇           |                                                            | 僕人（Doorman）             |
| 瓊·福雷                                  | 使用原音          | 使用原音         | 使用原音                                                   | 魯斯佛（Lucifer）           |
| 皮托·克羅維吉                            | 使用原音          | 使用原音         | 使用原音                                                   | 布魯諾（Bruno）             |
| 貝蒂·劉·格森                             | 李映淑            | 陳美貞           |                                                            | 旁白（Narrator）            |
|                                          |                   |                  | 高增志 梁颖 刘真平 邓晓鸥 刘培翠 刘芳 樊竹青 张玮 八风组合 |                             |

## 故事裡出現在城堡的貴族小姐
- 芙蕾德麗卡·珍妮·德·拉方登公主（Princess Frederica Janie de la Fontain）
- 奧古絲婷娜·杜波瓦小姐（Mademoiselle Augustina DuBois），她是皮耶爾·杜波瓦將軍（General Pierre DuBois）的女兒
- 李奧諾拉·梅西蒂絲·德·拉圖爾小姐（Mademoiselle Leonora Mercedes de la Tour），她是德·拉圖爾上校夫婦（Colonel and Madame de la Tour）的女兒

## 音樂
- "Cinderella" - The Jud Conlon Chorus, Marni Nixon
- "A Dream Is a Wish Your Heart Makes" - Cinderella
- "Oh, Sing Sweet Nightingale" - Drizella, Cinderella
- "The Work Song" - The Mice
- "Bibbidi-Bobbidi-Boo" - The Fairy Godmother
- "So This Is Love" - Cinderella, Prince Charming
- "So This Is Love (reprise)" - Cinderella
- A Dream Is a Wish Your Heart Makes" - The Jud Conlon Chorus

## 趣聞
多年來，王子是一直沒有本名，並在中文區常與《雪姑七友》的白馬王子混淆，直到21世紀，迪士尼才為本劇的王子正名為Prince Henry（亨利王子）。

## 提名及獎項
- AFI百年百大電影 - 提名
- AFI百年百大愛情電影 - 提名
- AFI百年百大英雄與反派:
  - Lady Tremaine（後母） - 提名反派角色
- AFI百年百大電影歌曲:
  - Bibbidi-Bobbidi-Boo - 提名
  - A Dream Is A Wish Your Heart Makes - 提名
- AFI百年百大電影配樂 - 提名
- AFI百年百大電影（10周年版） - 提名
- AFI百年各類型電影十大佳片 - 第九屆動畫獎項

## 外部鏈接
- 官方网站
- 互联网电影数据库（IMDb）上《Cinderella》的资料（英文）
- TCM电影资料库上《Cinderella》的资料（英文）
- 大卡通資料庫上《Cinderella》的資料（英文）

- 爛番茄上《Cinderella》的資料（英文）
- Box Office Mojo上《仙履奇缘》的資料（英文）